# Kat’s Run: Zen-Nippon K Car Szensuken
A Kat's Run: Zen-Nippon K Car Szensuken (キャッツ・ラン 全日本Kカー選手権) egy autóversenyzős játék, melyet az Atlus fejlesztett és adott ki Super Famicom játékkonzolra 1995-ben.
A programban két játékmód található: az utcai verseny és a egymás elleni verseny (amelyben négy választható pályaszakasz van). A játékos tíz szereplő és tíz autó közül választhat.

## Autók
- Autozam AZ-1
- Honda Today
- Suzuki Cappuccino
- Suzuki Works
- Honda Beat
- Mitsubishi Dangan 4
- Mitsubishi Toppo
- Suzuki Jimny
- Suzuki Wagon R
- Daihatsu